# Johann Bauhin
Johann Bauhin o Johannes Bauhin (Basilea, Suiza; 12 de febrero de 1541 – Montbéliard, Francia; 26 de octubre de 1613) fue un botánico y médico suizo.

## Biografía
Era hijo del médico Johann Bauhin y hermano de otro prestigioso médico y botánico, Caspar Bauhin.
Johann Bauhin estudió Botánica en la Universidad de Tubinga, siendo su profesor Leonhart Fuchs (1501-1566). Una vez que terminó sus estudios, viajó con Conrad Gessner y se estableció para praticar la Medicina en la Universidad de Basilea, en donde se le designó como profesor de Retórica en 1566.

Cuatro años después aceptó el puesto de médico personal del Duque Federico I de Wurtemberg en Montbéliard, donde permaneció hasta su muerte. Bauhin se dedicó sobre todo al estudio de la Botánica. Su gran obra, Historia plantarum universalis, es un tratado de todo lo que sobre Botánica era conocido en su tiempo, y aunque estaba incompleta a su muerte, se fue publicando en Yverdon entre 1650-1651.

## Obra
- 1591. Histoire notable de la rage des loups, advenue l'an MDXC, avec les remèdes pour empescher la rage qui survient après la morsure des loups, chiens et autres bestes enragées,

- 1593. Traité des animauls aians aisles, qui nuisent par leurs piqueures ou morsures, avec les remèdes.

- 1598. Historia novi et admirabilis fontis balneique Bollensis, al alemán u.d.T.  Ein New Badbuch und Historische Beschreibung ... des WunderBrunnen und Heilsamen Bads zu Boll. Stuttgart : Fürster, 1602.

- 1599. Bericht deß fürstlichen württembergischen Wunderbads und Brunnen zu Boll so durch den hochgelehrten und berümbten Herrn Joannem Bauhinum beschriben. In Reimen verf. durch Joannem Schalyß zu Holtzheim. Foillet, [S.l.] Mümpelgart. Universitäts- und Landesbibliothek Düsseldorf.

- 1599. Kurtzer und warhafftiger Bericht: Was schwärer und mühseliger Kranckheiten vom Jahr 1596 biß ins 1599 wol unnd glücklich seyen geheilet worden. Mümpelgart : Foillet. Universitäts- und Landesbibliothek Düsseldorf.

- 1601. L'Histoire des merveilleux effets qu'une salubre fontaine, située au village de Lougres, a produits pour la guérison de plusieurs maladies en l'an 1601,

- 1619. Historiæ plantarum generalis novæ et absolutissimæ quinquaginta annis elaboratæ iam prelo commissæ prodromus, con Johann Heinrich Cherler. Yverdon.

- 1650/1651. Historia plantarum universalis, nova, et absolutissima. Yverdon, con Johann Heinrich Cherler. 3 v. (v. 1, v. 2, v. 3).

- Con su hermano Gaspard, publican un curioso De plantis a divis sanctisque nomen habentibus de plantas con nombres de santos.

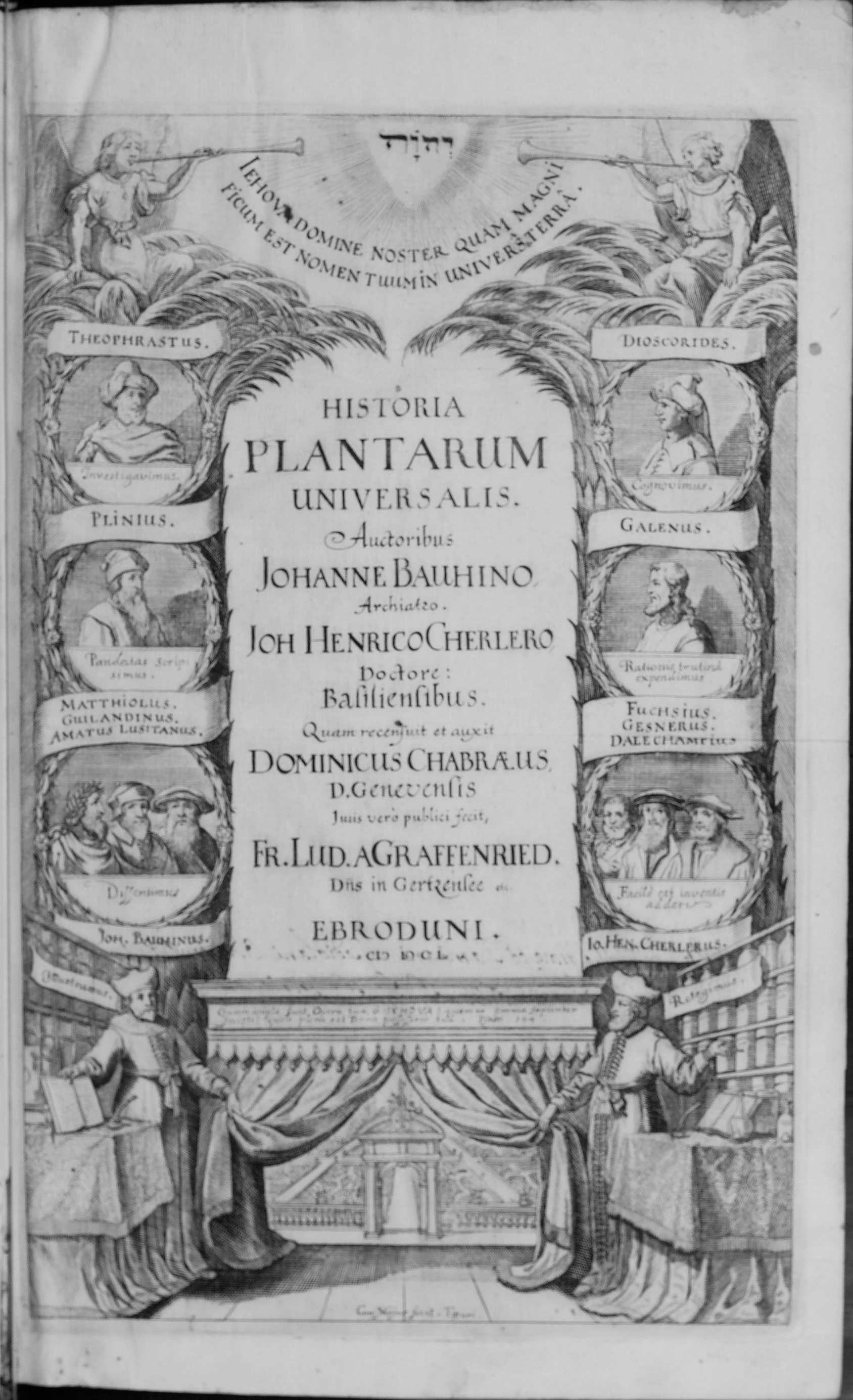
Historia plantarum universalis, 1650

## Honores

### Eponimia
Carlos Linneo llamó al género Bauhinia (familia Caesalpiniaceae) en honor de los dos hermanos Bauhin.
- La abreviatura «J.Bauhin» se emplea para indicar a Johann Bauhin como autoridad en la descripción y clasificación científica de los vegetales.[1]